# Henrik Pontoppidan
Henrik Pontoppidan (24 tháng 7 năm 1857 – 21 tháng 8 năm 1943) là nhà văn Đan Mạch được trao giải Nobel Văn học cùng với Karl Adolph Gjellerup.

## Tiểu sử

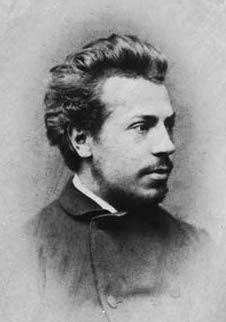
Henrik Pontoppidan

Henrik Pontoppidan là con thứ tư trong gia đình có 16 người con của một mục sư sống ở bán đảo Jutland. Từ nhỏ ông chịu ảnh hưởng của mẹ, một phụ nữ có học thức, có tinh thần dân chủ. Những năm 1874-1877, ông học ở Học viện Kĩ thuật Copenhagen, nhưng bỏ dở để sang Thụy Sĩ, và bắt đầu làm báo, viết văn. Năm 1897 ông trở thành giáo viên ở một trường làng, quan tâm đến cuộc sống người nghèo, đọc nhiều sách, nghiên cứu triết học. Năm 1881, Portoppidan in truyện ngắn Et endelight (Hết đời), và xuất bản cuốn sách đầu tiên của mình Stækkede Vinger (Những chiếc cánh bị xén). Từ đó bắt đầu sự nghiệp của một đại diện xuất sắc trong nền văn học hiện thực phê phán Đan Mạch.
Các tác phẩm của Henrik Pontoppidan đi sâu phân tích mạch tâm lý xã hội, đưa ra những cái nhìn chân xác về đời sống xã hội và chính trị của tầng lớp nông dân Đan Mạch. Bộ ba Det forjættede Land (Miền đất hứa, 1891-1895) và tiểu thuyết 8 tập Lykke-Per (Per số đỏ, 1898-1904), được coi là những tác phẩm lớn nhất của ông, đều phản ánh đời sống buồn tẻ ở nông thôn và thủ đô Đan Mạch cuối thế kỉ 19. Tác phẩm lớn thứ ba của Pontoppidan là tiểu thuyết 5 tập De Dødes Rige (Thế giới những người chết, 1912-1916). Tác phẩm của Pontoppidan nhìn chung có không khí lạc quan, nhưng không tránh khỏi sắc thái u ám tiêu biểu cho truyền thống tiểu thuyết của đất nước Đan Mạch.
Ông được trao giải Nobel vào năm 1917 cùng với người đồng hương - nhà văn Karl Adolph Gjellerup. Những năm tiếp theo, trong số tác phẩm đáng chú ý của Henrik Pontoppidan có bộ hồi ký khá đồ sộ gồm 5 tập được viết trong 10 năm từ 1933 đến lúc qua đời: Drengeaar (Những năm niên thiếu, 1933), Hamskifte (Thay da, 1936), Arv og Gæld (Tài sản và nợ nần, 1938), Familjeliv (Cuộc sống gia đình, 1940), Undervejs Til Mig Selv (Trên đường tới chính mình, 1943). Từ năm 1910 ông hầu như không rời khỏi nhà mình ở ngoại ô Copenhagen và mất ở tuổi 86.

## Tác phẩm
- Et endelight (Hết đời, 1881), truyện ngắn
- Stækkede Vinger (Những chiếc cánh bị xén, 1881)
- Landsbybilleder (Những bức tranh cuộc sống nông thôn, 1883), tập truyện ngắn
- Sandinge menighed (Trong xứ đạo Sandinge, 1883), tiểu thuyết
- Ung elskov (Tình yêu chớm nở, 1885)
- Fra hytterne (Trong những túp lều, 1887), tập truyện ngắn
- Skyer (Mây, 1890), tập truyện ngắn
- Det forjættede Land (Miền đất hứa, 1891-1895), tiểu thuyết bộ ba
- Minder (1893), hồi ký
- Nattevagt (Trực đêm, 1894), tiểu thuyết
- Dommens Dag (Ngày phán quyết, 1895), tiểu thuyết
- Det forjættede Land (Những đứa con của đất, 1896), tiểu thuyết
- Højsang (Bài ca tuyệt diệu, 1896), tiểu thuyết
- Lykke-Per (Per số đỏ, 1898-1904), tiểu thuyết
- Borrgmester Hoeck og Hustru (Thiếu tá Hoeck và vợ, 1905)
- Hans Kvast og Melusine (Hans Kvast và Melusine, 1907)
- Den kongelige Gaest (Vị khách dòng dõi hoàng gia, 1908)
- De Dødes Rige (Thế giới những người chết, 1912-1916), tiểu thuyết
- Mands himmerig (Thiên đường của con người, 1927), tiểu thuyết
- Drengeaar (Những năm niên thiếu, 1933), hồi ký
- Hamskifte (Thay da, 1936), hồi ký
- Arv og Gæld (Tài sản và nợ nần, 1938), hồi ký
- Familjeliv (Cuộc sống gia đình, 1940), hồi ký
- Undervejs Til Mig Selv (Trên đường tới chính mình, 1943), bút ký